# Narada Michael Walden
Michael Walden detto Narada Michael Walden (Kalamazoo, 23 aprile 1952) è un cantante, compositore, produttore discografico e batterista statunitense.
Il nome Narada gli fu attribuito dal guru Sri Chinmoy alla fine degli anni settanta. In carriera, nell'arco di tre decenni, ha ricevuto numerosi riconoscimenti fra i quali vari  dischi d'oro e di platino.
Ha svariato fra diverse tendenze musicali fra le quali: rock, jazz, pop, R&B e  fusion.
Fra i premi attribuitigli ricordiamo: Compositore dell'anno nel 1987; Album dell'anno nel 1993 per la colonna sonora del film The Bodyguard e Canzone dell'anno nel 1985 per Freeway of Love  interpretata da Aretha Franklin. Figura anche nella Top ten dei produttori per il numero di hits piazzate in prima posizione.

## Carriera
La sua carriera comprende collaborazioni con John McLaughlin e la Mahavishnu Orchestra (nella quale è subentrato a Billy Cobham), Weather Report, e Jeff Beck.
Altre importanti partecipazioni sono legate a Al Jarreau, Starship (Nothing's Gonna Stop Us Now),  Lisa Fischer e Mariah Carey.
Nel 1981 ha prodotto e arrangiato l'album All American Girls delle Sister Sledge.
Nel 1985 ha prodotto e arrangiato l'album Whitney Houston per la Perfection Light Productions Inc.

## Discografia
- 1976 - Garden of Love Light
- 1977 - I Cry, I Smile
- 1979 - Awakening
- 1979 - The Dance of Life
- 1980 - Victory
- 1982 - Confidence
- 1983 - Looking At You, Looking At Me
- 1985 - The Nature of Things
- 1988 - Divine Emotions

## Colonne sonore
- 9½ Weeks (Nove settimane e 1/2)
- Beverly Hills Cop II
- Crooklyn
- Free Willy - Un amico da salvare
- Salto nel buio
- Jason's Lyric
- Licence to Kill (Licenza di Uccidere)
- Mannequin
- Now and Again
- Perfect
- The Associate
- The Bodyguard

## Altre collaborazioni
- Regina Belle-Passion (Baby Come to Me)
- Angela Bofill
- Tommy Bolin
- Stef Burns
- Tevin Campbell
- Carl Carlton (The Bad CC)
- Ray Charles
- Clarence Clemons
- Natalie Cole (Good to Be Back)
- Robert Fripp
- Michelle Gayle (Sweetness, Freedom, Happy Just to Be With You, Baby Don't Go, All Night Long)
- Al Green (Your Heart's in Good Hands)
- Jai
- Puff Johnson
- Stacy Lattisaw (Let Me Be Your Angel)
- George Michael
- Debelah Morgan
- Eddie Murphy (Put Your Mouth On Me)
- MyTown
- Nova (Vimana)
- Phaze II
- Diana Ross
- Corrado Rustici (The Dance of Life)
- Jermaine Stewart (We Don't Have to Take Our Clothes Off)
- Andy Vargas
- Wild Orchid
- Shanice Wilson (I Love Your Smile, I Hate to Be Lonely)
- Steve Winwood
- Sister Sledge
- Wanda Walden
- Zucchero Fornaciari (Rispetto)